# Gahanna
Gahanna is een plaats (city) in de Amerikaanse staat Ohio, en valt bestuurlijk gezien onder Franklin County.

## Demografie
Bij de volkstelling in 2000 werd het aantal inwoners vastgesteld op 32.636.
In 2006 is het aantal inwoners door het United States Census Bureau geschat op 33.080, een stijging van 444 (1,4%).

## Geografie
Volgens het United States Census Bureau beslaat de plaats een oppervlakte van
32,1 km², geheel bestaande uit land.

## Plaatsen in de nabije omgeving
De onderstaande figuur toont nabijgelegen plaatsen in een straal van 12 km rond Gahanna.